# Mountain Wilderness
Mountain Wilderness es una organización no gubernamental internacional dedicada a la preservación de las áreas de montaña, en sus aspectos natural y cultural. La organización fue fundada en Europa y tiene su presencia más fuerte en las regiones alpina y pirenaica. Tiene, sin embargo, alcance mundial, con representantes y acciones en todos
los continentes.

## Objetivos
Mountain Wilderness comparte algunos de los valores y objetivos de los clubes alpinos y organizaciones , pero es claramente distinta de
ellas. Mountain Wilderness fue fundada por montañeros y pone un mayor énfasis en la experiencia humana de wilderness que en la defensa exclusiva de la vida silvestre en sí misma. 
Incluso en las más remotas regiones de montaña, quedan unas pocas zonas intocadas de wilderness en sentido estricto. Contrariamente a lo que una interpretación literal sugeriría, Mountain Wilderness no se centra en esa wilderness "pura", prístina. Casi todos los paisajes de montaña, y, en incluso mayor grado, la percepción de las montañas por el hombre, portan una huella cultural fuerte. Mountain Wilderness trabaja para la preservación de este medioambiente de montaña natural y cultural en general, de tres formas complementarias:
- promoviendo actividades y prácticas que fomenten la autosuficiencia, el respeto por la naturaleza y el disfrute compartido de las montañas por aquellos que las aman
- oponiéndose a las actividades agresivas, tales como conducción fuera de carretera, motos de nieve, heliesquí recreativos, y más en general la comercialización, desarrollo excesivo y apropiación exclusiva de las montañas por aquellos que sólo quieren explotarlas
- fomentando un desarrollo respetuoso natural y culturalmente de las regiones de montaña, para asegurar un futuro sostenible para aquellos que escogen vivir en ellas

## Historia
Mountain Wilderness se fundó en 1987 en Biella, Italia durante una conferencia internacional convocada por Ludovico Sella, vástago de una prominente familia piamontesa de financieros, hombres de estado y montañeros, entre los cuales se encuentra Quintino Sella, el fundador del Club Alpino Italiano en el siglo XIX.
Esta conferencia fue una continuación de una asamblea similar de montañeros convocada por el Club Alpino Académico Italiano el 8 de agosto de 1986, con ocasión del bicentenario de la primera ascensión al Mont Blanc. En esta ocasión, un "manifiesto por el Mont Blanc" fue redactado y firmado por un cierto número de montañeros renombrados, entre los cuales estaban Sir Chris Bonnington, Yvon Chouinard, Reinhold Messner, Doug Scott. Este manifiesto reclamaba un derecho humano fundacional a "los espacios abiertos para la libre aventura".
La conferencia de Biella atrajo una asistencia más numerosa de montañeros e intelectuales de todo el mundo, varios de los cuales se convirtieron en garantes fundadores y miembros fundadores de Mountain Wilderness. Entre ellos estaban Haroun Tazieff, Kurt Diemberger, Jim Bridwell, John Junt, Wanda Rutkiewicz. La "Tesis de Biella", en la que se basa la declaración de objetivos arriba mencionada, se escribió durante esta reunión.

## Acciones
Algunas de las acciones llevadas a cabo por Mountain Wilderness a nivel internacional han sido las siguientes:
- Manifestación en la Punta Helbronner el 16 de agosto de 1986, contra el teleférico de la Vallée Blanche, un telecabina que cruza la “Vallée Blanche” desde la Aiguille du Midi hasta el Col du Géant sobre Courmayeur, profanando el mismísimo corazón del Macizo del Mont Blanc, un área de wilderness de principal significación simbólica y cultural para Europa. Durante esta manifestación, Reinhold Messner trepó a una de las torres del telecabina para colgar una pancarta de protesta.

Aunque Mountain Wilderness estaba todavía por establecerse formalmente como organización cuando esto tuvo lugar, fue percibido más tarde como un evento inaugural. El carácter atrevido, espectacular de esta acción inspiró comparaciones con acciones similares de  Greenpeace, pero las manifestaciones posteriores de Mountain Wilderness han sido generalmente más modestas. Todas han sido pacíficas y ninguna de ellas contra la ley.
- “Free K2” expedición organizada en 1990 al K2, la segunda montaña más alta del mundo, para quitar cuerdas fijas y material abandonado por todas las expediciones que habían intentado la ascensión.
- Campaña para proteger el Monte Olimpo en Grecia de un proyecto de desarrollo gigantesco. Se publicó un manifiesto a finales de 1993 y una petición internacional fue firmada por intelectuales y escritores de todo el mundo, entre los cuales había cinco premios Nobel. El proyecto fue retirado en 1995, después de que esta petición fuera entregada al gobierno griego.
- "Oxus, montañas para la paz", una expedición organizada para ascender al Monte Nowshak, el pico más alto de Afganistán, en el Corredor de Wakhan, en la cordillera del Hindu Kush, en 2003: este evento estaba destinado a promover el turismo de aire libre sostenible en este país, y servir como símbolo de un posible retorno a la paz y la normalidad, después de la guerra civil y la caída del régimen talibán, durante el cual toda forma de turismo había desaparecido completamente.

## Garantes
Los garantes de Mountain Wilderness son un grupo de intelectuales, escritores, montañeros, exploradores, que son reconocidos por sus logros y su compromiso duradero con los valores compartidos de Mountain Wilderness. Desempeñan el papel de representantes y consejeros de la asociación.
Los garantes elegidos en la última Asamblea General que tuvo lugar en Biella, con ocasión del vigésimo aniversario de la fundación de Mountain Wilderness (12-04-2008) son los siguientes:
Bernard Amy (FR), Núria Balagué (CT), Bernard Batschelet (CH), Edwin Bernbaum (US), Andrea Bianchi (CH), Sir Chris Bonnington (UK), Fausto De Stefani (IT), Kurt Diemberger (AT), Patrick Gabarrou (FR) (actualmente coordinador internacional), Maurizio Giordani (IT), Richard Goedeke (DE), Alessandro Gogna (IT), Paulo Grobel (FR), Victor Groselj (SL), François Labande (FR), Franco Michieli (IT), Nicole Niquille (CH), Olivier Paulin (FR), Carlo Alberto Pinelli (IT) (anterior coordinador internacional), Jordi Quera (CT), Ludovico Sella (IT),  Josep Sicart (CT), Patrick Wagnon (FR).
Entre otros garantes anteriores notables están los siguientes:
Sir Edmund Hillary (NZ) (que fue durante mucho tiempo presidente honorario de Mountain Wilderness, ahora sucedido por Sir Chris Bonnington), Lord John Hunt (UK), Reinhold Messner (IT),  Jean-Christophe Lafaille (FR), Haroun Tazieff (FR), Wanda Rutkiewicz (PL), Jim Bridwell (US).

## Secciones nacionales de Mountain Wilderness
- Alemania
- Ayllón, Guadarrama y Gredos (España)
- Bélgica
- Cataluña
- Eslovenia
- Francia
- Grecia
- Italia
- Pakistán
- Reino Unido
- Suiza

### Ayllón, Guadarrama y Gredos
En 1991 se fundó Mountain Wilderness de Ayllón, Guadarrama y Gredos, con un núcleo de montañeros de la zona centro de España, en torno a Madrid, y con interés principal en la protección de las montañas del Sistema Central, entre las que destacan las sierras de Ayllón, Guadarrama y Gredos.
Como característica diferenciadora de esta sección, cabe señalar que se enfrenta con el difícil problema de proteger unas montañas muy próximas a un gran núcleo urbano densamente poblado, como es Madrid. El Sistema Central no contiene grandes espacios de alta montaña, y los pocos que contiene reciben una presión de visitantes muy alta, sobre todo en Guadarrama. Por otro lado, la media montaña y el pie de monte se ven sometidos a una gran presión urbanística.